# Simone Rosa Miller
Simone Rosa Miller (* 1986) ist eine deutsche Autorin, Moderatorin und Philosophin.

## Leben und Wirken
Miller ist Kulturredakteurin von Deutschlandfunk Kultur, wo sie die Philosophiesendung Sein und Streit moderiert. Sie ist zudem Gastautorin von 10 nach 8. Auch tritt sie regelmäßig in verschiedenen Formaten als Gast auf. Ihre philosophische Arbeit befasst sich mit dem Autoritätsbegriff und der Klimakrise.
Simone Rosa Miller lebt als freie Autorin in Berlin. Sie schreibt bspw. für Die Zeit.

## Veröffentlichungen (Auswahl)
- Simone Rosa Miller: Autorität heute–mit Arendt über sie hinaus. In: Deutsche Zeitschrift für Philosophie. Band 65, Nr. 3, 2017, S. 490–503, doi:10.1515/dzph-2017-0034
- Simone Rosa Miller: Politische Autorität heute. Zwischen demokratischem Ideal und neurechter Transzendenz. In: Hilge Landweer und Catherine Newmark: Wie männlich ist Autorität? Feministische Kritik und Aneignung. 2018